# Roberto Ferrari (ciclista)
Roberto Ferrari (Gavardo, 9 marzo 1983) è un ex ciclista su strada italiano. Professionista dal 2007 al 2019, ha vinto una tappa al Giro d'Italia 2012.

## Carriera
Buon velocista, dopo quattro anni da Under-23 si mette in evidenza nella stagione 2006, corsa come Elite in maglia U.C. Trevigiani, cogliendo undici successi, tra cui quelli alla Coppa San Geo di Prevalle, alla Popolarissima di Treviso, al Trofeo Città di Brescia, al Circuito Notturno di San Donà di Piave e al Gran Premio Città di Felino.
Passa professionista nel 2007 con la Tenax dopo un breve apprendistato l'anno precedente con la medesima squadra. Dopo una stagione di ambientamento comincia a conquistare i primi successi, tra i quali spiccano, nel 2009, il Memorial Marco Pantani, e nel 2010 il Gran Premio di Lugano e il Giro del Friuli.
Nella primavera del 2012 vince tre corse, una tappa del Tour de Taiwan e due semi-classiche francesi, la Route Adélie de Vitré e la Flèche d'Emeraude. Il 7 maggio 2012, durante la terza tappa del Giro d'Italia, con arrivo a Horsens in Danimarca, Ferrari compie in volata una manovra azzardata che causa la caduta, tra gli altri, di Mark Cavendish e dell'allora maglia rosa Taylor Phinney. L'accaduto suscita parecchie polemiche e Ferrari viene retrocesso dalla giuria all'ultimo posto della classifica di tappa Il ciclista bresciano si riscatta però nove giorni dopo vincendo in volata, durante la medesima "Corsa rosa", l'undicesima tappa conclusa a Montecatini Terme.
Nel 2013 passa alla Lampre-Merida, assolvendo perlopiù ruoli di supporto nelle volate e ottenendo solo piazzamenti: tra questi, il secondo posto alla Coppa Bernocchi 2013, un terzo posto di tappa alla Vuelta a España 2014 e un secondo posto di tappa al Giro d'Italia 2017. Conclude l'attività agonistica al termine della stagione 2019.

## Palmarès
- 2005 (UC Trevigiani, Under 23)

Gran Premio Comune di Castenedolo
Gran Premio Roncolevà
Medaglia d'Oro Ottavio Bottecchia - Fossalta di Piave
- 2006 (UC Trevigiani, Under 23)

Coppa San Geo
Gran Premio Brefer - San Fior
La Popolarissima
Coppa Mario Menozzi -  Santa Vittoria
2ª tappa Giro della Regione Friuli Venezia Giulia (Muggia > Duino)
Trofeo Città di Brescia - Memorial Rino Fiori
Circuito Notturno di San Donà di Piave
Gran Premio di San Luigi
Gran Premio Città di Felino
Trofeo Pama - Lograto
Gran Premio Calvatone
- 2008 (LPR Brakes-Ballan, una vittoria)

Prologo Tour Ivoirien de la Paix (Abidjan, cronometro)
- 2009 (LPR Brakes-Farnese Vini, una vittoria)

Memorial Marco Pantani
- 2010 (De Rosa-Stac Plastic, quattro vittorie)

2ª tappa Settimana Ciclistica Lombarda (Dalmine > Dalmine)
Gran Premio di Lugano
Giro del Friuli
5ª tappa Brixia Tour (Chiari > Orzinuovi)
- 2011 (Androni Giocattoli, due vittorie)

1ª tappa Tour de San Luis (San Luis > Justo Daract)
2ª tappa Tour de San Luis (Juana Koslay > Villa Mercedes)
- 2012 (Androni Giocattoli-Venezuela, quattro vittorie)

5ª tappa Tour de Taiwan (Changhua City > Baguashan)
Route Adélie de Vitré
Flèche d'Emeraude
11ª tappa Giro d'Italia (Assisi > Montecatini Terme)

### Altri successi
- 2011 (Androni Giocattoli)

1ª tappa, 2ª semitappa Settimana Internazionale di Coppi e Bartali (Riccione, cronosquadre)

## Piazzamenti

### Grandi Giri
- Giro d'Italia

2011: 143º
2012: 147º
2013: 150º
2014: 144º
2015: 133º
2016: 132º
2017: 150º
- Tour de France

2013: 157º
2018: 138º
- Vuelta a España

2014: 145º

### Classiche monumento
- Milano-Sanremo

2008: 151º
2011: 92º
2013: 46º
2016: 120º
- Giro delle Fiandre

2015: ritirato
2016: ritirato
- Parigi-Roubaix

2014: ritirato
2016: ritirato
2017: ritirato
2018: ritirato